# Believe in Me (альбом)
Believe in Me — дебютный сольный студийный альбом американского музыканта, участника группы Guns N' Roses Даффа Маккагана, выпущенный 28 сентября 1993. Композиция «Believe in Me» была также выпущена в качестве сингла. Альбом достиг максимума #137 в хит-параде Billboard 200. Альбом, как полагают, был продан в количестве 100000 копий по всему миру и демонстрировал именитых гостей, таких как бывшие коллеги Даффа: Слэш, Мэтт Сорум, Диззи Рид и Гилби Кларк, участники группы Skid Row Себастьян Бах и Дэйв Сабо, Ленни Кравиц и Джефф Бек. Песня «You Can’t Put Your Arms Around a Memory» с альбома Guns N' Roses «The Spaghetti Incident?» была записана во время сессии для этого альбома.

## Список композиций
1. «Believe in Me» (совместно с Слэшем) — 3:23
2. «I Love You» — 4:14
3. «Man in the Meadow» — 4:50
4. «(Fucked up) Beyond Belief» (совместно с Джефом Беком) — 3:29
5. «Could It Be You» (совместно с Диззи Ридом) — 3:04
6. «Just Not There» (совместно с Слэшем) — 3:34
7. «Punk Rock Song» — 1:37
8. «The Majority» (совместно с Ленни Кравицом) — 3:10
9. «10 Years» (совместно с Гилби Кларком) — 4:29
10. «Swamp Song» (совместно с Джефом Беком) — 3:04
11. «Trouble» (совместно с Себастьяном Бахом) — 3:12
12. «Fuck You» — 3:24
13. «Lonely Tonite» — 3:03

## Участники записи

### Музыканты[1]
- Дафф Маккаган — вокал, ритм-гитара, бас, синтезатор, фортепиано, ударные, бэк-вокал
- Джои Мастрокалос — соло-гитара, бэк-вокал на «Swamp Song» на «Fuck You»
- Ричард Дюгэ — бас
- Аарон Брукс — ударные
- Тедди Андридис — орган, clavinet

### Дополнительные музыканты
- Слэш — соло-гитара на «Believe in Me» and «Just Not There»
- Джефф Бек — соло-гитара на «(Fucked up) Beyond Belief» and «Swamp Song»
- Диззи Рид — фортепиано, Farfisa organ, бэк-вокал на «Could It Be You»
- Ленни Кравиц — вокал на «The Majority»
- Гилби Кларк — гитара и бэк-вокал на «10 Years»
- Себастьян Бах — вокал на «Trouble»
- Дэйв «The Snake» Сабо — гитара на «Trouble» и «Lonely Tonite»
- Мэтт Сорум — ударные на «(Fucked up) Beyond Belief»
- Уэст Аркин — гитара на «Man in the Meadow», «Swamp Song» and «Fuck You»
- Роб Аффусо — ударные на «Fuck You»
- Бобби Браун-Лэйн — бэк-вокал на «Believe In Me»
- London McDaniel — бэк-вокал на «Man in the Meadow», перкуссия на «The Majority»
- Doc Newmann — рэп на «Fuck You»